# 宇航公會
宇航公會（英語：Spacing Guild，又稱“空間航行公會”)是弗兰克·赫伯特創作的科幻小说《沙丘》中的一个组织。在小說中，公會凭借其对星际旅行和银行业务的垄断，掌握相當的政治影響力，公会的权力甚至能与帕迪沙皇帝以及兰斯拉德贵族家族的地位幾乎勢均力敵。